# 296945 Ronaldlaub
296945 Ronaldlaub è un asteroide della fascia principale. Scoperto nel 2010, presenta un'orbita caratterizzata da un semiasse maggiore pari a 2,4132891 au e da un'eccentricità di 0,0625247, inclinata di 5,80221° rispetto all'eclittica.